# Call Me When You’re Sober
«Call Me When You’re Sober» —en español: «Llámame cuando estés sobrio»— es un sencillo de la banda norteamericana de metal alternativo, Evanescence. Fue lanzado el 18 de septiembre de 2006 en la mayor parte del mundo a la radio como el primer sencillo de su segundo álbum de estudio, The Open Door, lanzado en 2006. El EP de "Call Me When You’re Sober" se vendió en la primera semana de venta 83.152 copias, en la segunda semana vendió 192.847 copias y en la tercera semana de venta vendió alrededor de 309.702 copias y hasta ahora "Call Me When You’re Sober" ha vendido alrededor de 5 millones de copias mundialmente.
El vídeo salió al aire el 7 de agosto de 2006.  Según la vocalista Amy Lee, la canción es muy literal y por eso se le dio un toque más fantasioso.
El tema fue escrito pensando en su exnovio, Shaun Morgan, vocalista de la banda Seether, que en esos momentos se encontraba en rehabilitación por abuso del alcohol, por lo cual Amy Lee fue muy criticada al no respetar la recuperación de su exnovio. También se muestra la relación entre la canción y el cuento infantil “La Caperucita Roja” debido a la capa roja que ocupa la vocalista en el vídeo.

## Antecedentes
"Call Me When You're Sober" fue escrita por Amy Lee y Terry Balsamo y producida por Dave Fortman. Fue una de las últimas canciones grabadas para el álbum The Open Door. Las hermanas de Lee, Carrie y Lori, hicieron el acompañamiento. Voces durante la canción "Make up your mind". La canción fue grabada en Record Plant Studios y mezclada en Ocean Way Studios, ambos en Los Ángeles. En una entrevista con MTV News en agosto de 2006, Lee dijo que la canción fue inspirada por su exnovio Shaun Morgan, cantante principal de la banda Seether. Agregó que también se inspiró en otras cosas que sucedieron en su vida, "también se trataba de las personas con las que trabajé, que me estaban manipulándome y traicionándome".

## Vídeo musical
El clip para el tema fue retrasado, originalmente iba a ser filmado a finales de junio. Fue finalmente filmado y terminado en la segunda semana de julio, y fue dirigido por Marc Webb. Debutó el 7 de agosto de 2006 en MTV2 en los Estados Unidos, mientras que en Canadá lo hizo en MuchOnDemand el mismo día. Fue oficialmente lanzado el 1 de agosto de 2006 en Argentina, Paraguay y Uruguay durante el programa Los 10 + Pedidos Región Sur.
El concepto del vídeo está basado en la historia de Caperucita Roja, y en él aparece el actor británico Oliver Goodwill.
Allí se puede ver a Amy como Caperucita Roja en un bosque rodeada de lobos, luego, en una cena con el hombre lobo que luego intenta seducirla. En otra toma aparece bajando unas escaleras acompañada por un grupo de bailarinas japonesas y al llegar al piso se eleva mientras sigue cantando. Al final, Amy sube a la mesa del banquete indicando que ella es la que manda al silenciar al hombre lobo.
El “Making the Video” de "Call Me When You’re Sober" salió al aire por MTV2 el 7 , 8 y 10 de agosto de 2006.

## Críticas
"Call Me When You're Sober" recibió críticas buenas por parte de la prensa especializada. En una revisión de The Open Door, RJ Carter del sitio web de música The Trades dijo que "Call Me When You're Sober" tiene una introducción "perfecta" que muestra la capacidad vocal de Lee y agregó que la canción es "la actuación sobresaliente del álbum". Un escritor de The Boston Globe consideró la canción como la "salva de apertura" del álbum.  Ed Thompson de IGN eligió la canción como uno de los aspectos más destacados del álbum.  Stephen Thomas Erlewine de AllMusic comentó que la canción como uno de los tres aspectos más destacados del álbum, diciendo que tenía estructura e impulsos.
Nick Catucci de Rolling Stone apodó la canción "descarada". Nicholas Fonseca de Entertainment Weekly llamó "Call Me When You're Sober" un "himno gótico". Brendan Butler de Cinema Blend llamó "Call Me When You're Sober" y "Sweet Sacrifice" las "canciones más amigables" y señaló que podrían ser los éxitos de The Open Door debido a que son las únicas dos canciones del álbum que "no disminuyen después de un minuto". Jason Nahrung de The Courier-Mail notó que la canción era la más amigable para la radio del álbum y al mismo tiempo recordaba el trabajo previo de Lee con Moody, que según él significaba el uso de "bajo pesado y batería, una producción impecable y la lujosa voz de Lee". Al escribir para Rolling Stone, Rob Sheffield notó cómo las voces de Lee, que describió como "exageradas". Un escritor de Canada.com concluyó que Evanescence mostró su "poder" en el "sencillo". Un periodista de Billboard consideró que el título de la canción era "maravillosamente convincente". El escritor concluyó la crítica, señalando: "La voz de Lee es de otro mundo y el impacto general de la canción es fuerte; sin embargo, realmente no hay nada nuevo en juego".

## Lista de canciones
Vinil Single (Edición limitada de 2006 do Reino Unido) Lanzado en septiembre de 2006
1. "Call Me When You're Sober" (Versión Álbum)
2. "Call Me When You're Sober" (Versióñ Acústica)

- - CD Dos[17]

1. "Call Me When You're Sober" [Versión Álbum] - 3:34
2. "Call Me When You're Sober" [Versión Acústica] - 3:37
3. "Making of the Video" (Videoclip) - 5:20
4. "Call Me When You're Sober" (Vídeo musical) - 3:33

- Vinyl single (Edición limitada 2006 2-track 7" vinyl single) - lanzamiento en 2006[18]

1. "Call Me When You're Sober" (Versión Álbum) - 3:34
2. "Call Me When You're Sober" (Versión Acústica) - 3:37

## Posicionamiento
| Gráfica (2006)                              | Pico de posición |
| ------------------------------------------- | ---------------- |
| Australia (ARIA)                            | 5                |
| Austria (Ö3 Austria Top 40)                 | 7                |
| Bélgica (Flandes) (Ultratip Bubbling Under) | 3                |
| Bélgica (Valonia) (Ultratip Bubbling Under) | 10               |
| Canadá (Hot Canadian Digital Songs)         | 5                |
| República Checa (Rádio Top 100)             | 14               |
| Europe (European Hot 100 Singles)           | 4                |
| Finlandia (OFC)                             | 7                |
| Francia (SNEP)                              | 20               |
| Alemania (Media Control AG)                 | 13               |
| Greece (IFPI)                               | 4                |
| Italia (FIMI)                               | 3                |
| Países Bajos (Dutch Top 40)                 | 9                |
| Países Bajos (Mega Single Top 100)          | 27               |
| Nueva Zelanda (Recorded Music NZ)           | 3                |
| Noruega (VG-lista)                          | 15               |
| Escocia (Scottish Singles Sales Chart)      | 2                |
| Suecia (Sverigetopplistan)                  | 23               |
| Suiza (Schweizer Hitparade)                 | 6                |
| Reino Unido (UK Singles Chart)              | 4                |
| Estados Unidos (Billboard Hot 100)          | 10               |
| Estados Unidos (Mainstream Top 40)          | 7                |
| Estados Unidos (Adult Top 40)               | 6                |
| US Modern Rock Tracks (Billboard)           | 4                |
| US Mainstream Rock Tracks (Billboard)       | 5                |
| Venezuela Pop Rock (Record Report)          | 5                |